# Knud V. Engelhardt
Knud Valdemar Engelhardt (ur. 11 lutego 1882 w Kopenhadze, zm. 15 kwietnia 1931 we Frederiksbergu) – pierwszy duński projektant przemysłowy i architekt.

## Wykształcenie
Po maturze w technikum, Engelhardt wystąpił o przyjęcie do Królewskiej Duńskiej Akademii Sztuk. W 1903 rozpoczął klasę przygotowawczą. Przez trzy semestry studiował na Wydziale Architektury, a następnie przeniósł się do dekorationsskole (tłum. Szkoła Sztuk Zdobniczych), pod kierunkiem Joakima Skovgaarda, gdzie pobierał nauki do stycznia 1915. W latach 1905–1906 odbył szereg stypendiów w Niemczech, Holandii i Londynie, później w roku 1910 w Paryżu, północnych Włoszech i Niemczech, a następnie od października 1923 do marca 1925 przebywał na Jawie, w Chinach, Japonii i Syberii.

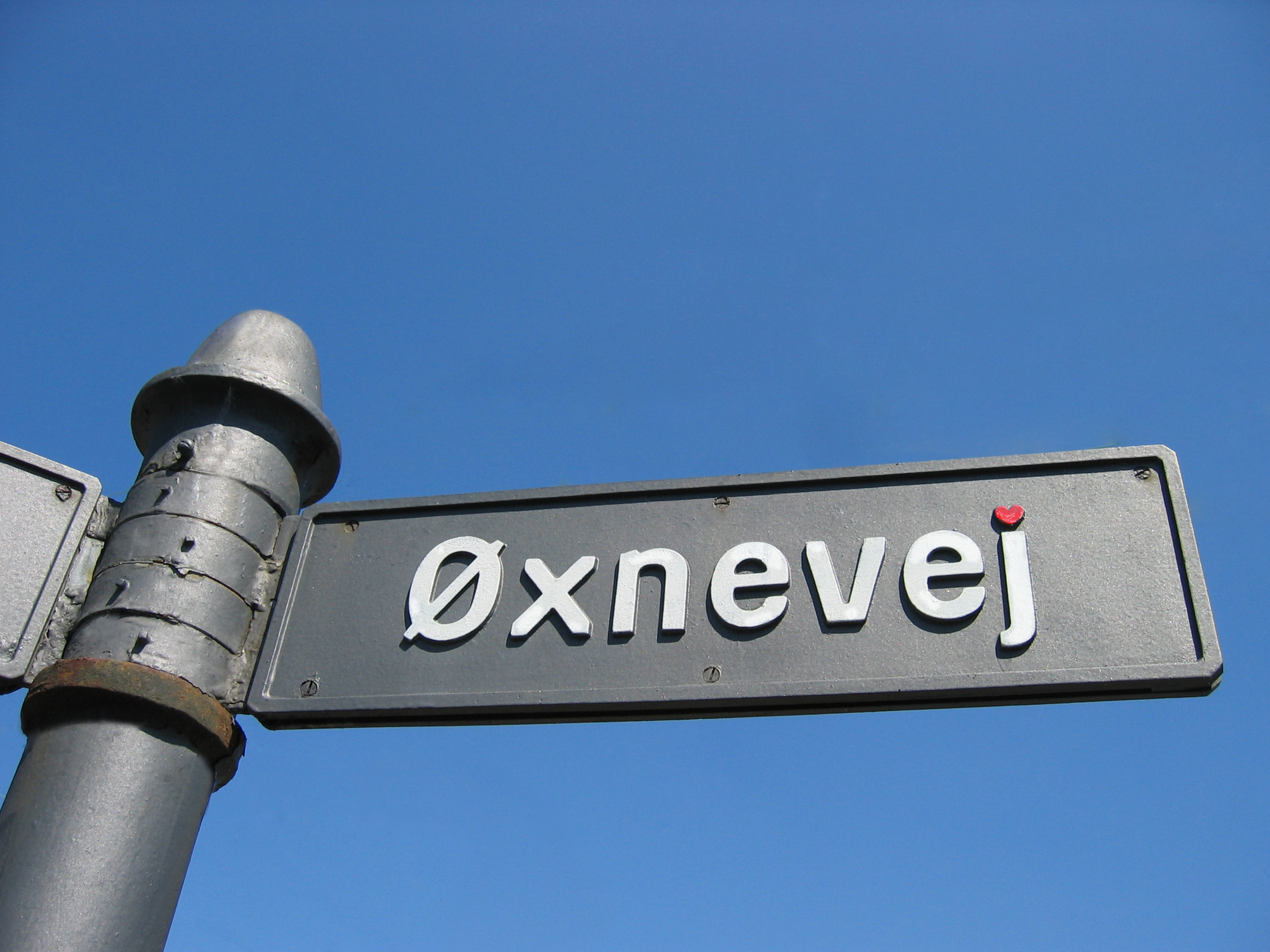
Jeden ze znaków drogowych w dzielnicy Kopenhagi, w wykonaniu Engelhardta

## Kariera i nagrody
Engelhardt otrzymał Stypendium K.A. Larssensa, nagrodę Krafta, a także akademickie stypendia podróżnicze i medal Eckerberga.
Knud Valdemar Engelhardt był pierwszym nowoczesnym architektem w Danii. Łączył duńską tradycję z racjonalizmem w ramach demokratycznej, uprzemysłowionej masowo produkcji.
Engelhardt stanowił wzorzec dla wielu późniejszych projektantów. Opracował czcionkę dla znaków drogowych w kopenhaskiej dzielnicy Gentofte, a także zaprojektował tramwaje elektryczne, które odznaczały się wysoką funkcjonalnością.

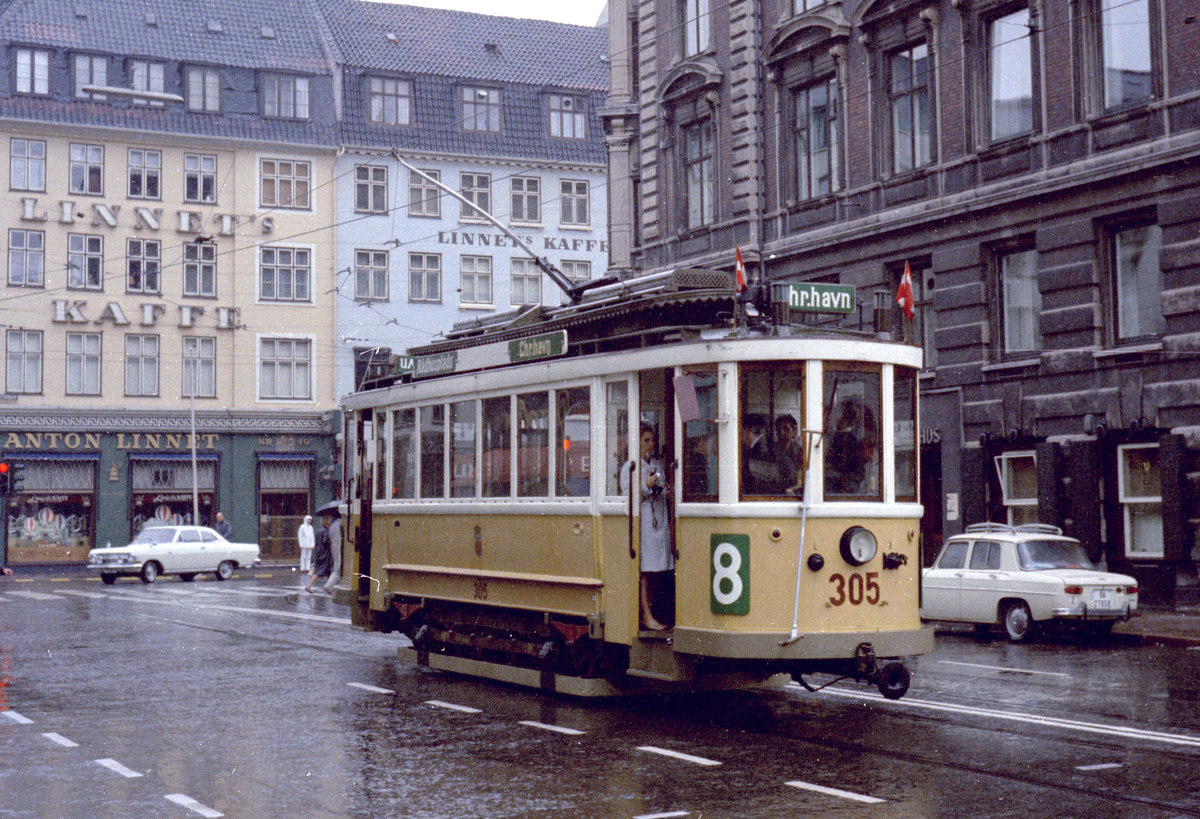
Tramwaje projektu Engelhardta